# Långstjärtad skogsvaktel
Långstjärtad skogsvaktel (Dendrortyx macroura) är en fågel i familjen tofsvaktlar inom ordningen hönsfåglar. Den förekommer i bergsskogar i Mexiko. Arten minskar i antal, men beståndet anses ändå vara livskraftigt.

## Utseende och läte
Långstjärtad skogsvaktel är en 29–37 cm vaktelliknande fågel med som namnet avslöjar en relativt lång stjärt. På huvudet är den svart på panna, huvudsidor, strupe och framhals, med två vita streck ovan och under ögat. Hjässan är beigestreckat svart försedd med en kort tofs. Fjäderdräkten i övrigt är i kastanjebrunt och grått, med blågrått bröst, kastanjebrunt på övre delen av ryggen med breda grå kanter och på vingar och stjärt ljusa teckningar. Näbben är röd, benen likaså, liksom en ring runt ögat. Den ljudliga och rullande sången görs i början och slutet av dagen.

## Utbredning och systematik
Långstjärtad skogsvaktel är endemisk för Mexiko. Den delas in i sex underarter med följande utbredning:
- Dendrortyx macroura macroura – förekommer i södra Mexiko (Mexikodalen och Veracruz)
- Dendrortyx macroura diversus – förekommer i sydvästra Mexiko (ek-tallskogar i bergsområden i nordvästra Jalisco)
- Dendrortyx macroura griseipectus – förekommer på västsluttningarna i berg i Mexico City och Morelos
- Dendrortyx macroura striatus – förekommer i sydvästra Mexiko (södra Jalisco till Michoacán och Guerrero)
- Dendrortyx macroura inesperatus – förekommer i södra Mexiko (Chilpancingo-området i Guerrero)
- Dendrortyx macroura oaxacae – förekommer i södra Mexiko (ek-tallskogar i bergsområden i västra Oaxaca)

## Levnadssätt
Arten hittas i bergsskogar från 1500 till 3300 meters höjd, ofta i tät undervegetation. Den födosöker på marken bland torra löv, men även uppe i träd. Födan består av blomknoppar, blommor, små frukter och frön. 

### Häckning
Fågeln häckar från slutet av april. Den placerar sitt bo på marken, ibland täckt med löv och kvistar. Däri lägger den fyra ägg.

## Status och hot
Arten har ett stort utbredningsområde, men tros minska i antal, dock inte tillräckligt kraftigt för att den ska betraktas som hotad. Internationella naturvårdsunionen IUCN listar därför arten som livskraftig (LC). Beståndet uppskattas till mellan 20 000 och 50 000 vuxna individer.